# Philipp Müller (Theologe, 1640)

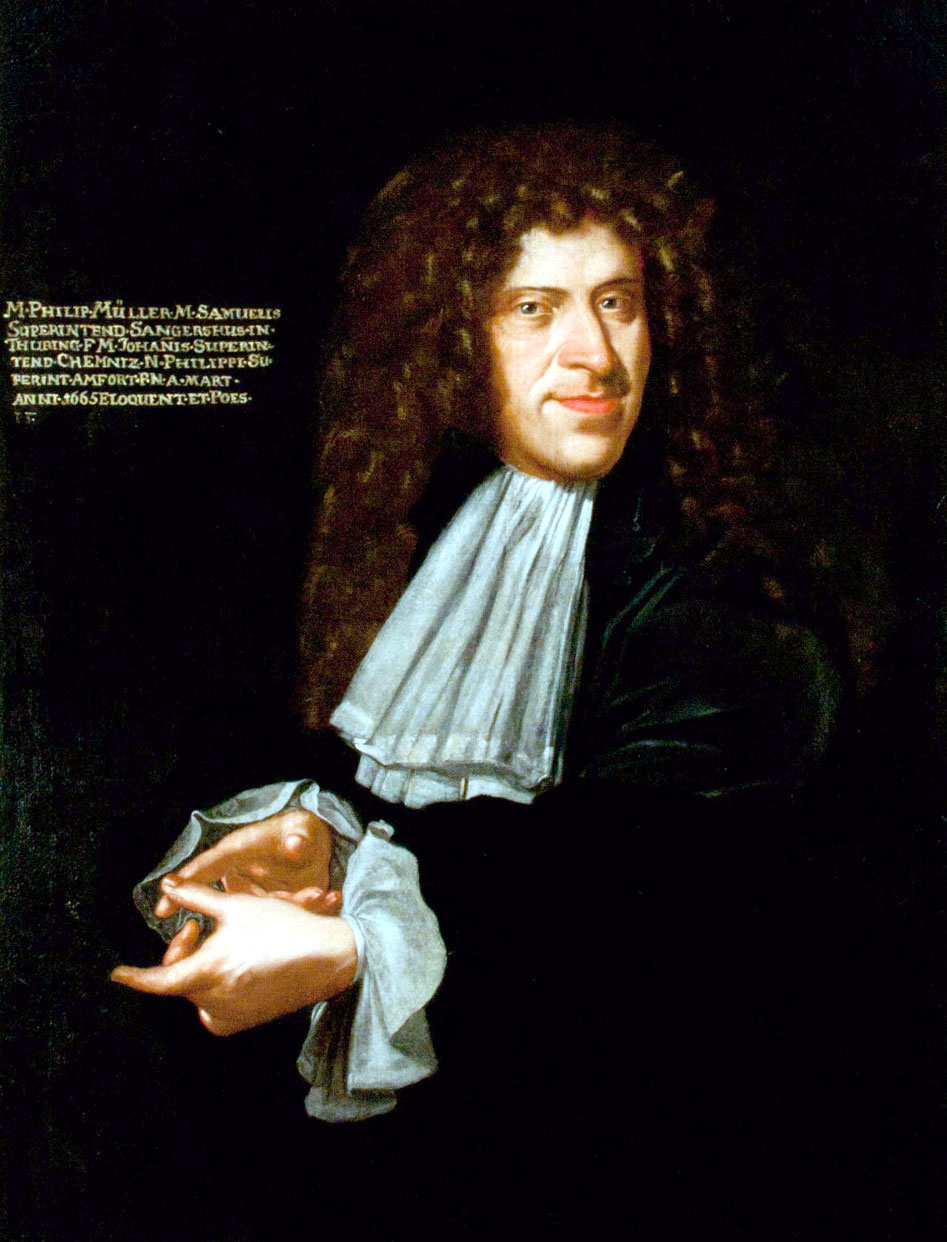
Philipp Müller

Philipp Müller Pseudonym: Christian Sincerus, Bartholomäus Christian Richard (* 24. August 1640 in Sangerhausen; † 15. März 1713 in Jena) war ein deutscher lutherischer Theologe.

## Leben
Philipp war der Sohn des Superintendenten von Sangerhausen Samuel Müller (* 29. Dezember 1592; † 22. Juli 1662) und dessen Frau Anna Maria Dörre (auch: Dörer, Dorr, getauft 22. Juli 1604; begraben 8. September 1689). Nach anfänglicher Ausbildung an seinem Geburtsort bezog er am 1. Mai 1651 die kurfürstlich sächsische Landesschule in Pforta, die unter der Leitung des Rektors Johann Kühn (* 2. Juni 1603 in Delitzsch–3. Mai 1680 in Naumburg) stand. Nachdem er am 9. Februar 1657 diese Bildungseinrichtung verlassen hatte, immatrikulierte er sich am 31. August 1657 an der Universität Jena, um ein Studium der Philosophie und Theologie zu absolvieren.
1661 erwarb er den akademischen Grad eines Magisters der Philosophie und wurde im selben Jahr Adjunkt der philosophischen Fakultät. 1662 war er kurze Zeit Diakon an der Jakobikirche in Sangerhausen, wurde 1663 Hofprediger des Grafen Johann Georg von Mansfeld in Mansfeld und Ende 1664 Pfarrer an der St.-Andreas-Kirche in Eisleben. Drei Monate später, im März 1665, folgte er einem Ruf als Professor der Rhetorik und Poesie an die Universität Jena. Hier trat er am 10. Juli 1672 in die theologische Fakultät ein, verteidigte unter Johannes Musäus im April 1674 seine Inauguralabhandlung und wurde am 26. Januar 1675 zum Doktor der Theologie promoviert. Zudem übertrug man ihm anschließend eine außerordentliche theologische Professur, bevor er im März 1679 als Propst und Prälat des Klosters Unser Lieben Frauen in Magdeburg eine neue Tätigkeit aufnahm.
Hier setzte er sich für die Wiederherstellung der Klostergüter ein. Weil er die 1689 vollzogene Vermählung des Herzogs Moritz Wilhelm von Sachsen-Zeitz mit der Schwester des ersten Königs von Preußen Maria Amalia als unstatthaft angriff und deren Rechtmäßigkeit verwarf, wurde er ein Jahr lang in der Zitadelle Spandau arretiert. Da sich viele einflussreiche Persönlichkeiten für seine Freilassung eingesetzt hatten, ging er wieder nach Jena, wo er am 8. Dezember 1701 ordentlicher Professor der Theologie wurde. Zudem erhielt er den Titel eines fürstlich-sächsischen Kirchenrats und wurde Senior der Universität. Als Hochschullehrer der Salana beteiligte er sich auch an den organisatorischen Aufgaben der Bildungseinrichtung. So war er Dekan der philosophischen und theologischen Fakultät und in den Sommersemestern 1669, 1679, sowie im Wintersemester 1701 Rektor der Alma Mater. Müller, der seit dem 11. März 1701 auswärtiges Mitglied der königlich preußischen Akademie der Wissenschaften war, verstarb unverheiratet. Er war ein Neffe des gleichnamigen Mediziners und Physikers Philipp Müller.

## Werke (Auswahl)
- Disputatio Ethica De Amore Sui, ex Aristotelis c. viii. Lib. IX. Ethic. ad Nicomach. descripto. Jena 1659 (archive.thulb.uni-jena.de).
- Discursus de magistratuum minorum constitutione. Jena 1663 (bsb-muenchen-digital.de).
- Themata de pluralitate religionum in una et eadem republica, ferendane sit, nec ne? Jena 1664 (bsb-muenchen-digital.de).
- De Socialitate Hominis Civili Problema. Jena 1665 (archive.thulb.uni-jena.de).
- Vera Salute Augurante, De Poculo Salutis Disputationem. Jena 1666 (archive.thulb.uni-jena.de).
- Praesentes de opulentia publica paginas … potiori commilitonum arbitrio. Jena 1667 (bsb-muenchen-digital.de).
- De iniquitate magni exempli, sive diatribe de sententiis ex plenitudo postestatis profectis – Von Machtsprüchen. Dissertation, Jena 1671 (Resp.: Johann Stapen).
- De decrementis imperiorum. Jena 1668 (bsb-muenchen-digital.de).
- Crocodilvs Lacrymans, sive sincerator. Von denen Crocodils-Thränen. Jena 1672 (bsb-muenchen-digital.de)
- Diss. inaug. De Stupore dentium, e gustu omphacis alieno, sive de iure puniendi liberos propter peccata parentum, ad Ezech. c. 18. Jena 1674 (bsb-muenchen-digital.de).
- Diss. theol. de satisfactione Christi. Jena 1675 (bsb-muenchen-digital.de).
- Diss. theol. de dulci-amaro libri Apocal. ex cap. 10 Apocalypseos. Jena 1676 (bsb-muenchen-digital.de).
- De praetextibus pacis. Jena 1677 (bsb-muenchen-digital.de).
- Mediator. Jena 1678 (daten.digitale-sammlungen.de).
- De oblivione delictorum iuventutis. Jena 1679 (bsb-muenchen-digital.de).
- Oratio de pace ecclesiastica. Jena 1682 (bsb-muenchen-digital.de).
- Diss. theol. de immutatione superstitum in fine mundi. Jena 1683 (bsb-muenchen-digital.de).
- De reservatis Divinis, ad Rom. XI. v. 33, 34, 35, 36. Jena 1684 (reader.digitale-sammlungen.de).
- Diss. theol.œde cura status confessionis. Jena 1685 (Resp. Johann Jacob Haake, bsb-muenchen-digital.de).
- Patientia Victrix In Iudicio Sanctorum In Fine Mundi Ad I. ad Corinth. Cap. VI, v. 2, 3. Constituto. Jena 1688 (digitale.bibliothek.uni-halle.de).
- Der Fang Des Edlen-Lebens Durch Frembde Glaubens-Ehe. Jena 1689 (digitale.bibliothek.uni-halle.de).
- Fucus Concordiae Inter Protestantes et Reformatos, Obductus Per Jo. Henric. Heideggerum Manuductionis In Viam Concordiae Protestantium Ecclesiasticae Amstelaedami apud Henricum Wetstenium Anno MDCLXXXVII. Editae Autorem. 1690 (bsb-muenchen-digital.de).
- Menschliches Gewissen: In gemein und nach denen Lebenszufällen behertzigt/ An erst besagten Ohrte in öffentlichen Disputationen Christerbaulich untersucht/ Auch auf Begehren zu gemeinem Dienste mitgetheilet. Jena 1692 (diglib.hab.de).
- Oster-Andacht Von denen Zweymahlgestorbenen. Jena 1694 (archive.thulb.uni-jena.de).
- Kürtzliche Vorstellung Von dem Christlichen Memorien-Rechte: Zu diensamer Andacht und Beybehalt solcher Stiftungen. Jena 1698 (digitale.bibliothek.uni-halle.de).
- Christliches Memorien-Recht, Derer Käyser- König- Fürst- Gräfl- Herrl- Adlicher und anderer frommer dapfrer Personen Stiftungen, bey Städten, Ländern, Residenzen, Bischthümern, Clöstern, Stiftern und andern Gottes-Häusern, Hohen- und Niedern-Schulen, Armen- Krancken- Alten- Waysen- Pilger- und Exulanten- Pfleg- auch Zucht-Häusern …. Jena 1699 (reader.digitale-sammlungen.de).
- Dissertatio Theologica De Jesu Christo Theanthrōpō Sistens Duas In Christo Naturas Personaliter Unitas, Earumque Proprietates. Jena 1704 (Resp. Johann Georg Reinesius, digitale.bibliothek.uni-halle.de).